# Goetz Jaeger
Goetz Jaeger (* 31. Juli 1934 in Fulda; † März 2021 in Berlin) war ein deutscher Dramaturg und Autor.

## Leben und Wirken
Jaeger besuchte in Berlin und Warnemünde die Schule. In Rostock legte er das Abitur ab und studierte dort anschließend Germanistik mit Diplom-Abschluss. Nach dem Studium war er als Dramaturg, Regieassistent und Schauspieler am Volkstheater Rostock tätig. Danach wechselte er als Leiter der Solistengruppe und Regisseur an das Erich-Weinert-Ensemble Berlin.
Seit 1967 war er Dramaturg und Autor beim Fernsehen der DDR (DFF). Später war er ausschließlich als Autor vorwiegend heiterer Fernsehspiele tätig – u. a. Serien wie Maxe Baumann (1976 bis 1982) und Drei reizende Schwestern (1984 bis 1991) stammen aus seiner Feder. Nach der Wende bekam er keine Aufträge mehr, musste sich nach und nach ins Privatleben zurückziehen und von seinen Tantiemen leben. Seine Fernsehstücke werden auch heute noch wiederholt, vorwiegend in den dritten Programmen der ARD. 1986 wurde das Musical Ferien mit Max mit seinen Texten und der Musik von Gerhard Siebholz im Berliner Metropol Theater uraufgeführt. Kurz darauf erschien von den beiden Autoren der musikalische Revue-Film Maxe Baumann aus Berlin, dem Spielfilm der gleichnamigen Lustspiel-Reihe, welcher im Berliner Kino „Kosmos“ uraufgeführt wurde.
Nach der Wende war die Auftragslage schlecht: „Zwei Jahre lang probierte ich erfolglos, Stoffe unterzubringen. Statt weiter ‚hausieren‘ zu gehen, ging ich so schließlich in den Vorruhestand.“ Dank seiner Tantiemen konnte Goetz Jaeger seitdem ein auskömmliches Leben führen.